# 訃報 1976年5月
訃報 1976年5月（ふほう 1976ねん5がつ）では、1976年（昭和51年）5月中に物故した、又は物故が報じられた人物についてまとめる。

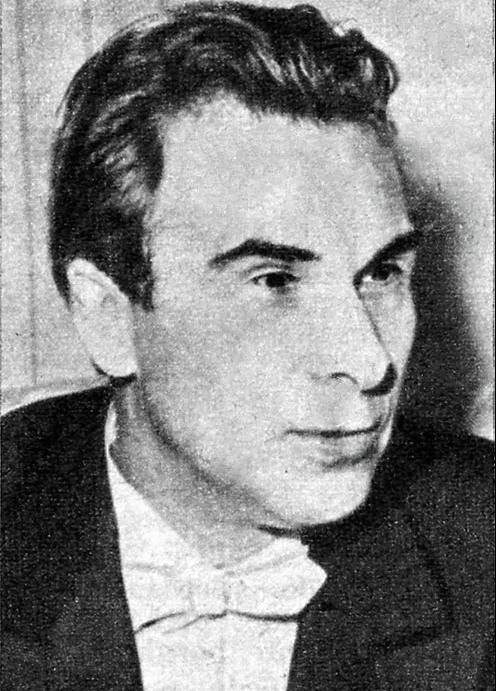
ルドルフ・ケンペ / 5月12日没

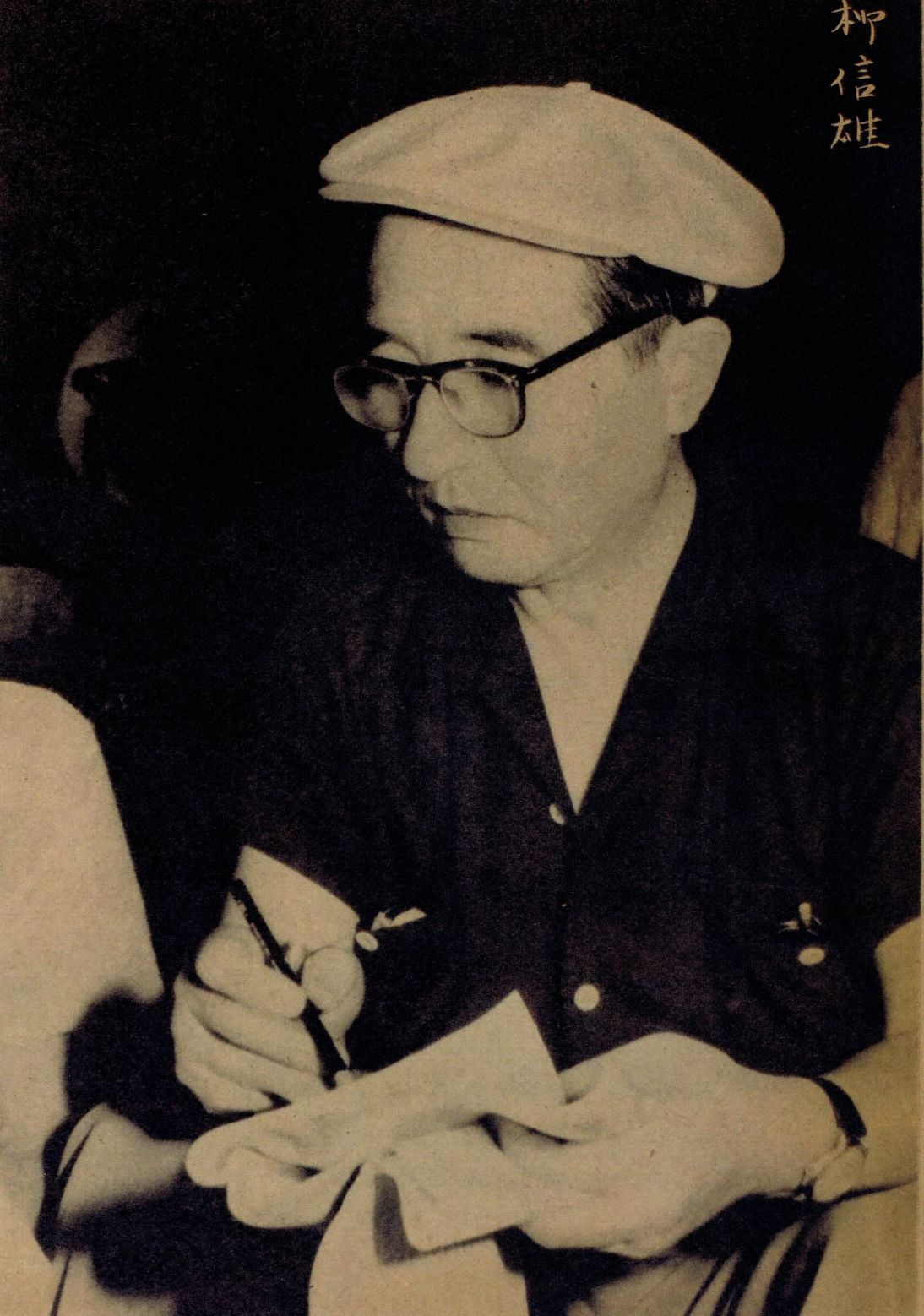
青柳信雄 / 5月17日没

## （1日 - 15日）
- 5月1日 - 斎田喬、児童劇作家・画家（* 1895年）
- 5月1日 - 門井掬水、日本画家（* 1886年）
- 5月2日 - 藤田藤太郎、政治家・労働運動家（* 1910年）
- 5月2日 - 佐々木順三、教育者・神学者・英文学者（* 1890年）
- 5月2日 - 倉石五郎、ドイツ語学者（* 1899年）
- 5月3日 - 梶塚隆二、陸軍軍人（* 1888年）
- 5月3日 - 生田蝶介、歌人・小説家（* 1889年）
- 5月5日 - アリソン・アトリー、童話作家（* 1884年）
- 5月5日 - 島本融、大蔵官僚・銀行家（* 1904年）
- 5月6日 - 羅門光三郎、俳優（* 1901年）
- 5月8日 - 高島巌、社会事業家（* 1898年）
- 5月9日 - ウルリケ・マインホフ、ドイツ赤軍の活動家（* 1934年）
- 5月9日 - 久米又三、生物学者・教育者（* 1899年）
- 5月10日 - 土居明夫、陸軍軍人（* 1896年）
- 5月10日 - 石山健二郎、俳優（* 1903年）
- 5月11日 - アルヴァ・アールト、建築家・デザイナー（* 1898年）
- 5月12日 - ルドルフ・ケンペ、指揮者（* 1910年）
- 5月12日 - 内藤吐天、俳人・薬学者（* 1900年）
- 5月12日 - 新藤常右衛門、陸軍軍人（* 1905年）
- 5月13日 - 福井文彦、音楽家・作曲家（* 1909年）
- 5月14日 - キース・レルフ、ロック歌手（ヤードバーズ）（* 1943年）
- 5月15日 - デイヴィッド・マンロウ、管楽器奏者（* 1942年）

## （16日 - 31日）
- 5月17日 - 青柳信雄、映画監督・プロデューサー（* 1903年）
- 5月18日 - 平田小六、作家（* 1903年）
- 5月18日 - 有馬英治、衆議院議員（* 1908年）
- 5月19日 - 平井呈一、翻訳家・編集者（* 1902年）
- 5月20日 - 荻原井泉水、俳人（* 1884年）
- 5月23日 - 勝田孝興、アイルランド文学者・語学者（* 1886年）
- 5月23日 - 徳網茂、元プロ野球選手（* 1924年）
- 5月24日 - 佐竹三吾、鉄道官僚・政治家・実業家（* 1880年）
- 5月26日 - マルティン・ハイデッガー、思想家（* 1889年）
- 5月26日 - エドガー・ムーン、テニス選手（* 1904年）
- 5月30日 - マックス・キャリー、メジャーリーガー（* 1890年）
- 5月30日 - 淵田美津雄、海軍軍人（* 1902年）
- 5月31日 - ジャック・モノー、分子生物学者（* 1910年）